# Giedi Prima
Giedi Prima je fiktivní planeta z románové série Duna Franka Herberta. Je první planetou v soustavě Ophiuchi B v souhvězdí Hadonoše.

## Přírodní podmínky
V době románu Duna je planeta ovládaná rodem Harkonnenů, kteří ji přebudovali na silně průmyslový svět. Hlavními odvětvími jsou chemická výroba a těžba různých surovin (ropa, rudy), včetně některých polodrahokamů (modrý obsidián). Vlivem této průmyslové činnosti je planeta a její ovzduší silně zamořeno chemickými látkami a toxickými zplodinami. Oblasti aktivní fotosyntézy jsou omezené, ale v málo osídlených subpolárních oblastech jsou přírodní rezervace s původními lesy. Zemědělství se omezuje pouze na jednoduché rostliny, především na výživné krallové hlízy. Hlavní město Harko je sídlem harkonnenského dvora. Kromě harkonnenské pevnosti a Arény není ve městě mnoho zajímavého k vidění, hlavní třídy jsou sice čisté, ale okolní ulice jsou zaneseny odpadky, architektura města je nevýrazná a industriální, jednotlivé budovy se shlukují v masy oceli a skla. Dalším významným městem je Baronie, město, které bylo koncipováno do jediné stavby, protože původně sloužilo jako vězení. Vchody do něj se nacházely až několik desítek pater nad zemí.

## Historie
V dobách Služebnického džihádu je planeta líčena jako chladný, ale málo zasažený svět s hlubokými lesy. Byla dobyta myslícími stroji, přičemž bylo zničeno hlavní město Giedi City, avšak vzápětí ji vojska Ligy vznešených získala zpět, přičemž byla zajata Serena Služebnice a unesena myslícími stroji na Zemi. 
Teprve nadvláda Harkonnenů přetvořila planetu na industriální svět. 
Na Giedi Primě se narodili Duncan Idaho (v Baronii) a Gurney Halleck (ve vesnici na předměstí Harko City). 
Po porážce Harkonnenů rodem Atreidů se atreidský zbrojmistr Gurney Halleck rozhodl vymazat z planety všechny upomínky na nenáviděné Harkonneny, proto byla změněna většina místních jmen včetně jména celé planety, která se nadále nazývala Gamma, a byla zahájena její ekologická rekonstrukce.